# Калиновка (Криворожский район)
Калиновка (укр. Калинівка; до 2016 года — Калинина, укр. Калініна) — село Червоненского сельского совета Криворожского района Днепропетровской области Украины.
Код КОАТУУ — 1221887004. Население по переписи 2001 года составляло 248 человек.

## Географическое положение
Село Калинина находится в 1-м км от гидроотвала СевГОКа, в 2-х км от села Владимировка и в 2,5 км от села Гомельское.
Рядом проходит железная дорога, станция Завьяловка в 2-х км.
Так же рядом находится искусственно высаженный лес, который из-за близости к селу назвали Калиновским.

## Происхождение названия
Село носило название в честь советского партийного деятеля М. И. Калинина. В 2016 году в рамках проводимой политики декоммунизации получило название Калиновка.